# Carl Trygger
Carl Trygger, född den 23 maj 1894 i Uppsala, Uppsala län, död 16 december 1978 i Oscars församling, Stockholms län, var en svensk chefredaktör och donator.
Carl Trygger var son till juris professorn, universitetskanslern och sedermera statsministern Ernst Trygger och hans hustru filosofie kandidat Signe Trygger, född Söderström. Han avlade juris kandidatexamen i Stockholm 1917. Trygger gjorde karriär i Göteborgs Bank, och verkade som styrelseordförande i AB Iggesunds Bruk och Boxholms AB. Han var tillika chefredaktör för Svenska Dagbladet under åren 1934–1940. 
Störst betydelse har Trygger idag genom sina donationer till Carl Tryggers Stiftelse för Vetenskaplig Forskning, som han grundade 1961. Fonden delar varje år ut mellan 40 och 48 miljoner kronor till forskning inom ämnesområdena skogs- och lantbruksvetenskap, biologi, kemi och fysik.

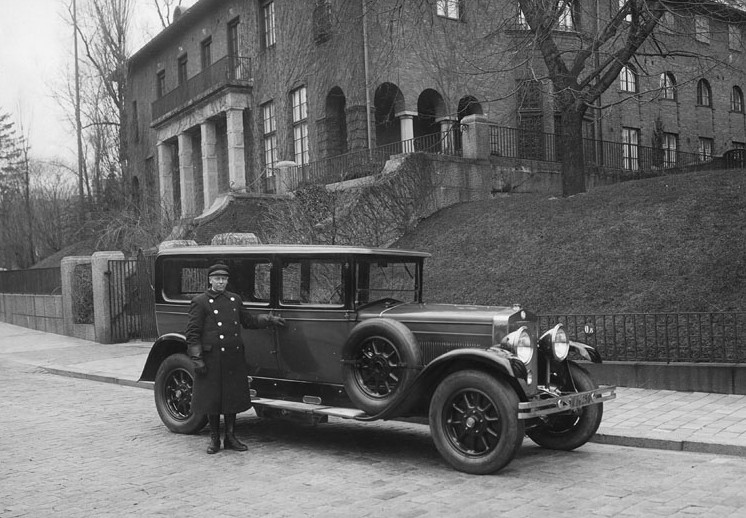
Bostaden.

Trygger övertog Tryggerska villan efter sin far och bodde där till sin bortgång. Han ligger begravd på Norra begravningsplatsen strax utanför Stockholm.